# Castle of Good Hope

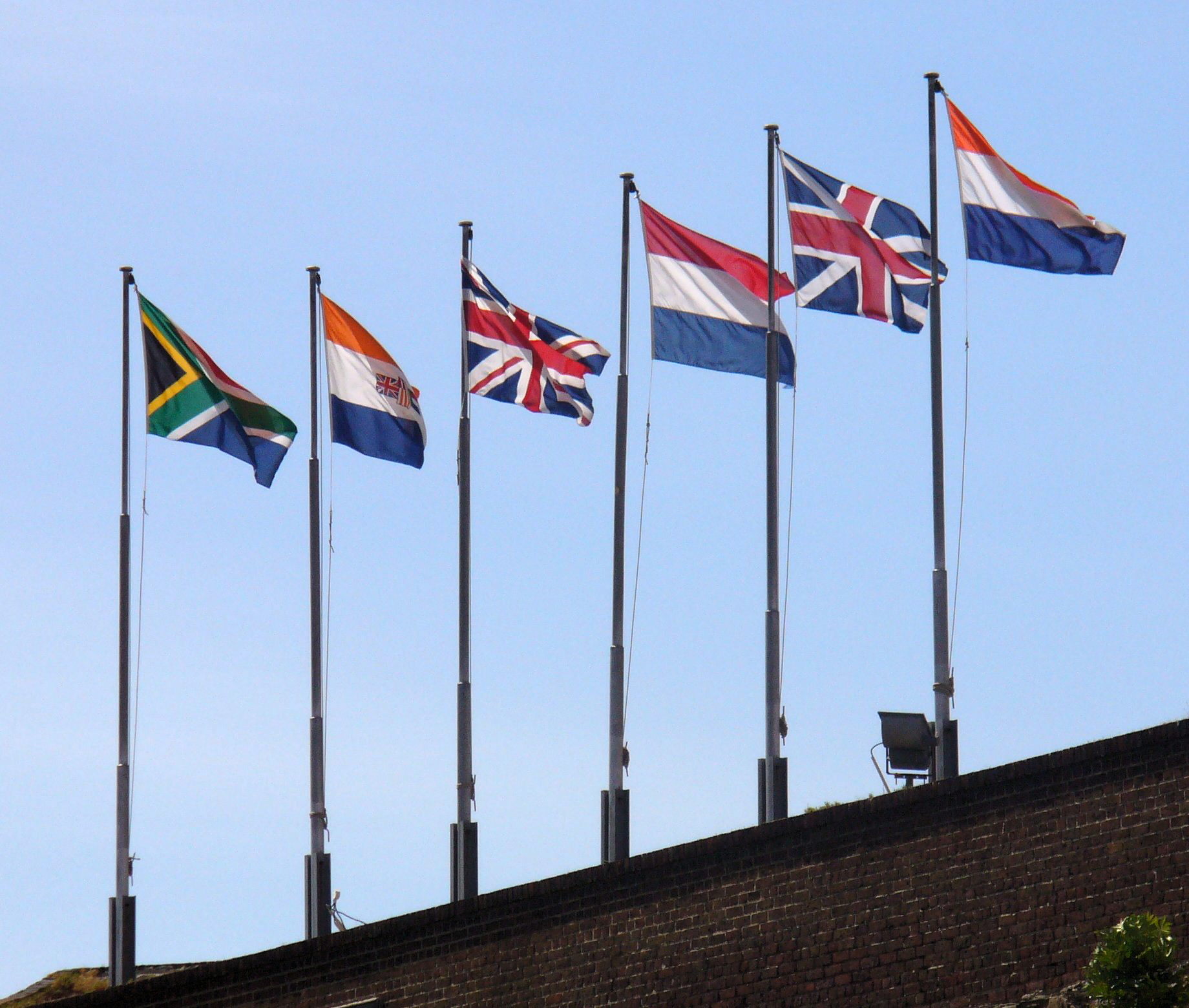
Die aktuelle und die fünf historischen Flaggen Südafrikas in zeitlicher Reihenfolge auf dem Castle (Die Flaggen wurden inzwischen entfernt)

Das Castle of Good Hope (afrikaans Kasteel die Goeie Hoop, niederländisch Kasteel de Goede Hoop ‚Burg der guten Hoffnung‘) ist eine Festung in Kapstadt, Südafrika. Sie wurde in den Jahren 1666 bis 1679 errichtet und ist das älteste von Europäern entworfene, noch im Original erhaltene Gebäude in Südafrika. Zu Ausstellungszwecken werden hier Räumlichkeiten durch den Museumsverbund Iziko Museums of South Africa genutzt.

## Geschichte
Der hölzerne Vorgängerbau wurde 1652 von Jan van Riebeeck im Auftrag der Niederländischen Ostindien-Kompanie gebaut. Dieser wurde durch einen zeitgemäßen Festungsbau in Form eines Fünfecks abgelöst. Die fünf Bastionen wurden nach den Titeln von Wilhelm II. von Oranjen benannt. Die westliche Bastion wurde Leerdam genannt, gefolgt von Buuren, Catzenellenbogen, Nassau und von Oranje (im Uhrzeigersinn).
Das Pentagon mit Eckbastionen geht auf Ideen des französischen Festungsbaumeisters Vauban zurück, der zeitgleich im niederländisch-französischen Krieg tätig war. Nach der britischen Übernahme der Kapkolonie residierte hier Anne Barnard und ließ von 1797 bis 1802 das Innere im Stil der englischen Regency ausbauen.
Die Festung lag ursprünglich direkt am Meer, der ursprüngliche Nordeingang musste wegen häufiger Sturmfluten nach Westen verlegt werden. Erst in den 1940er Jahren kam durch die Aufschüttung der Hafenbucht (Foreshore) die heutige Binnenlage zustande.

## Bilder

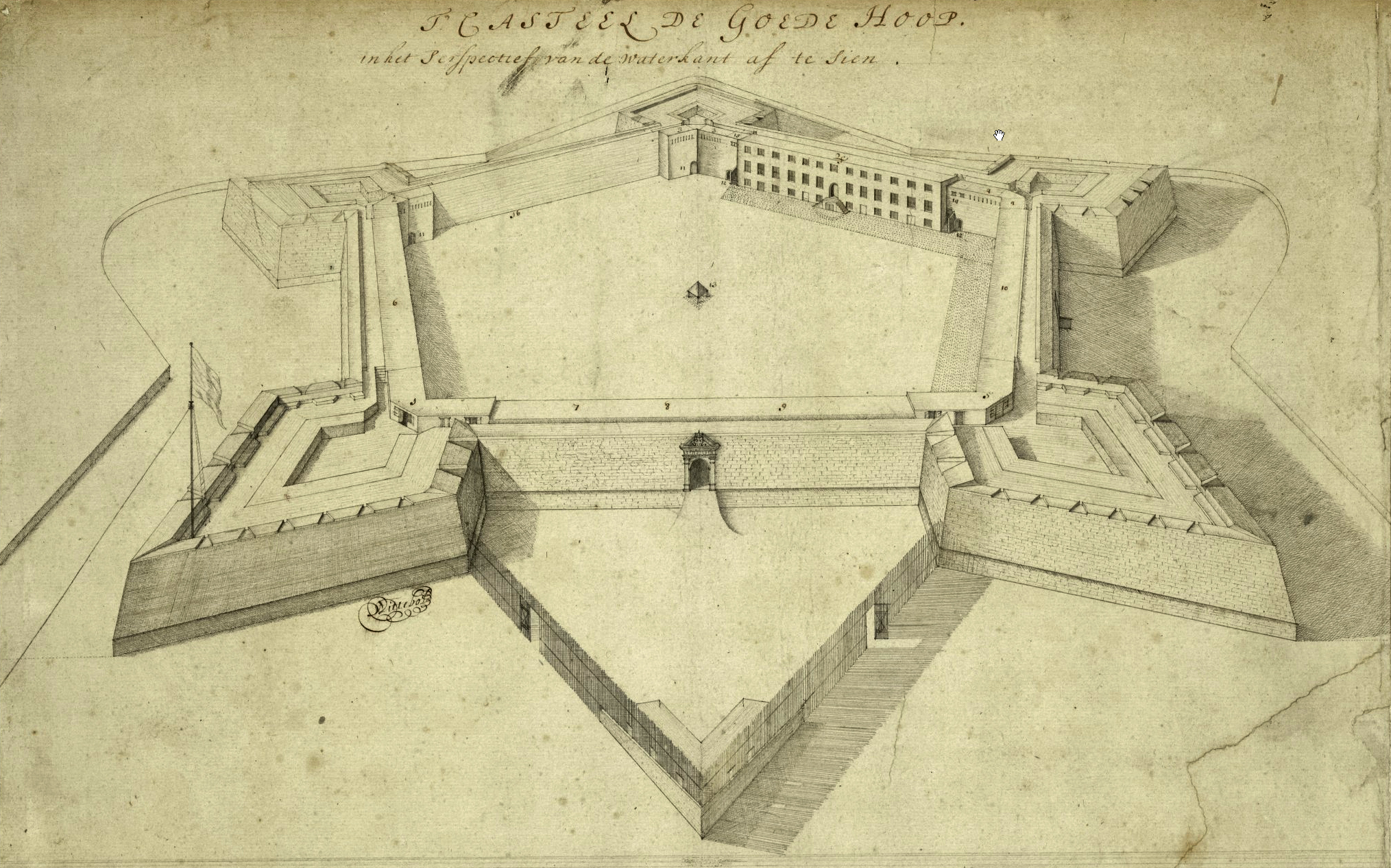
Die Festung um 1680
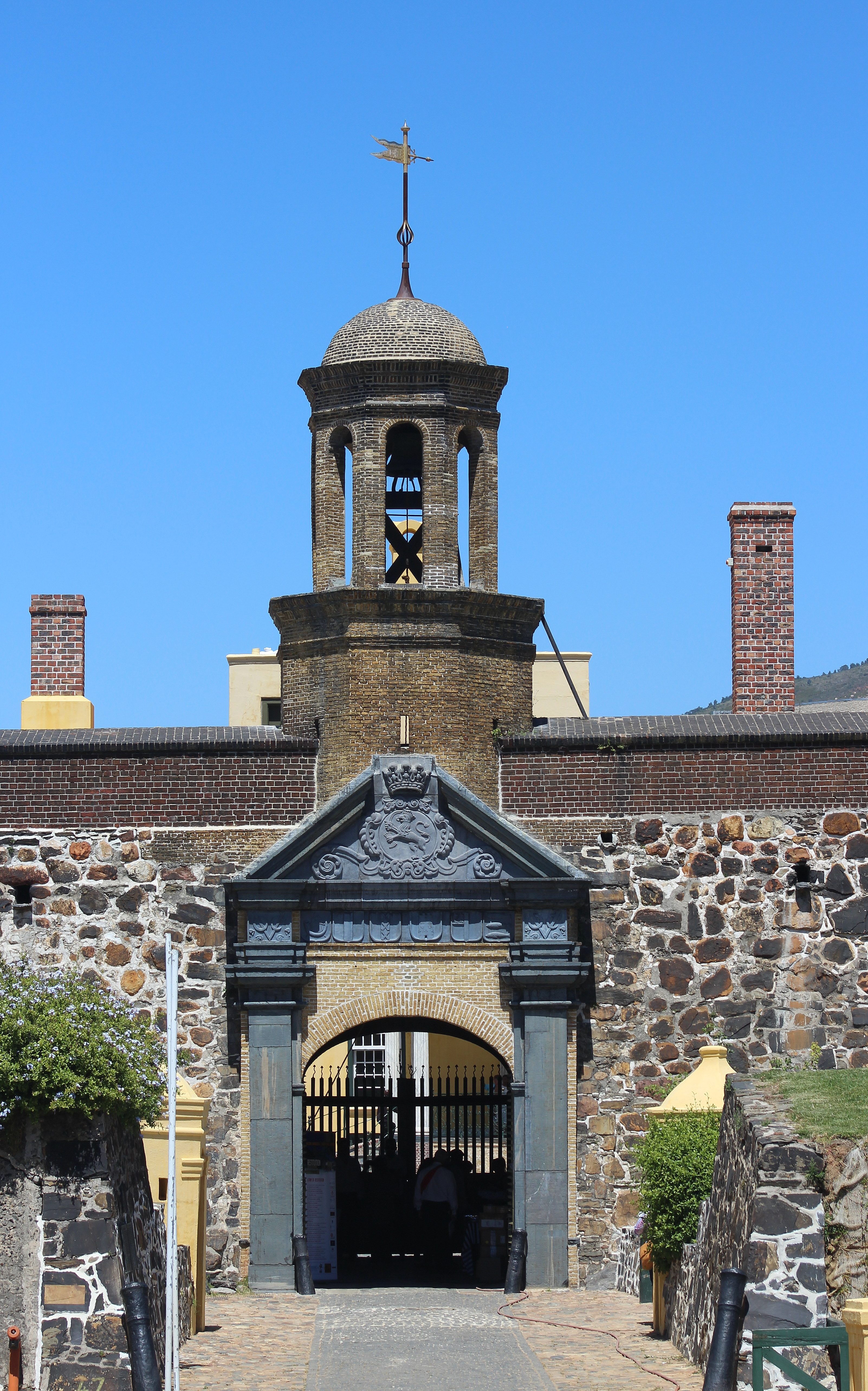
Haupteingang
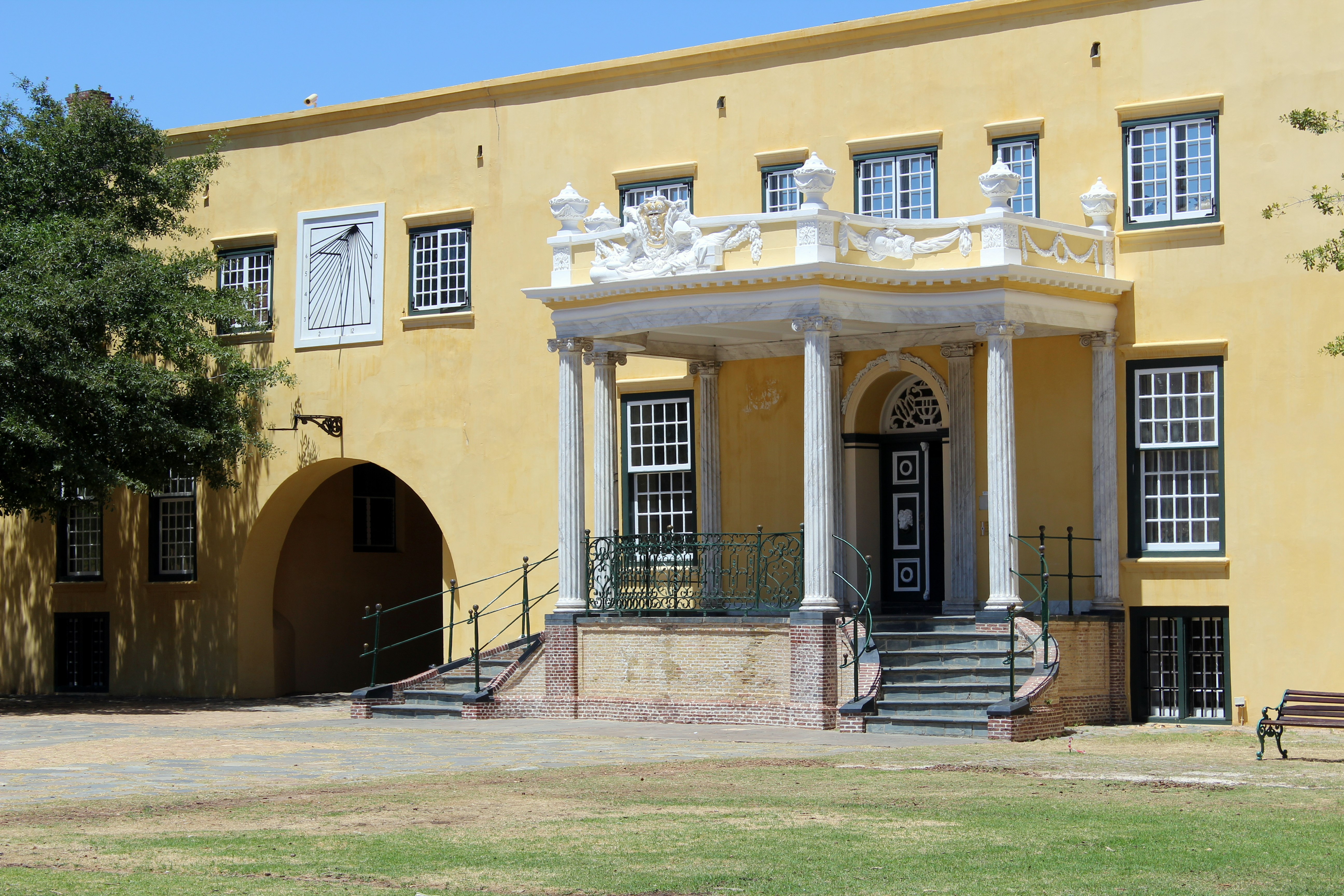
Balkon
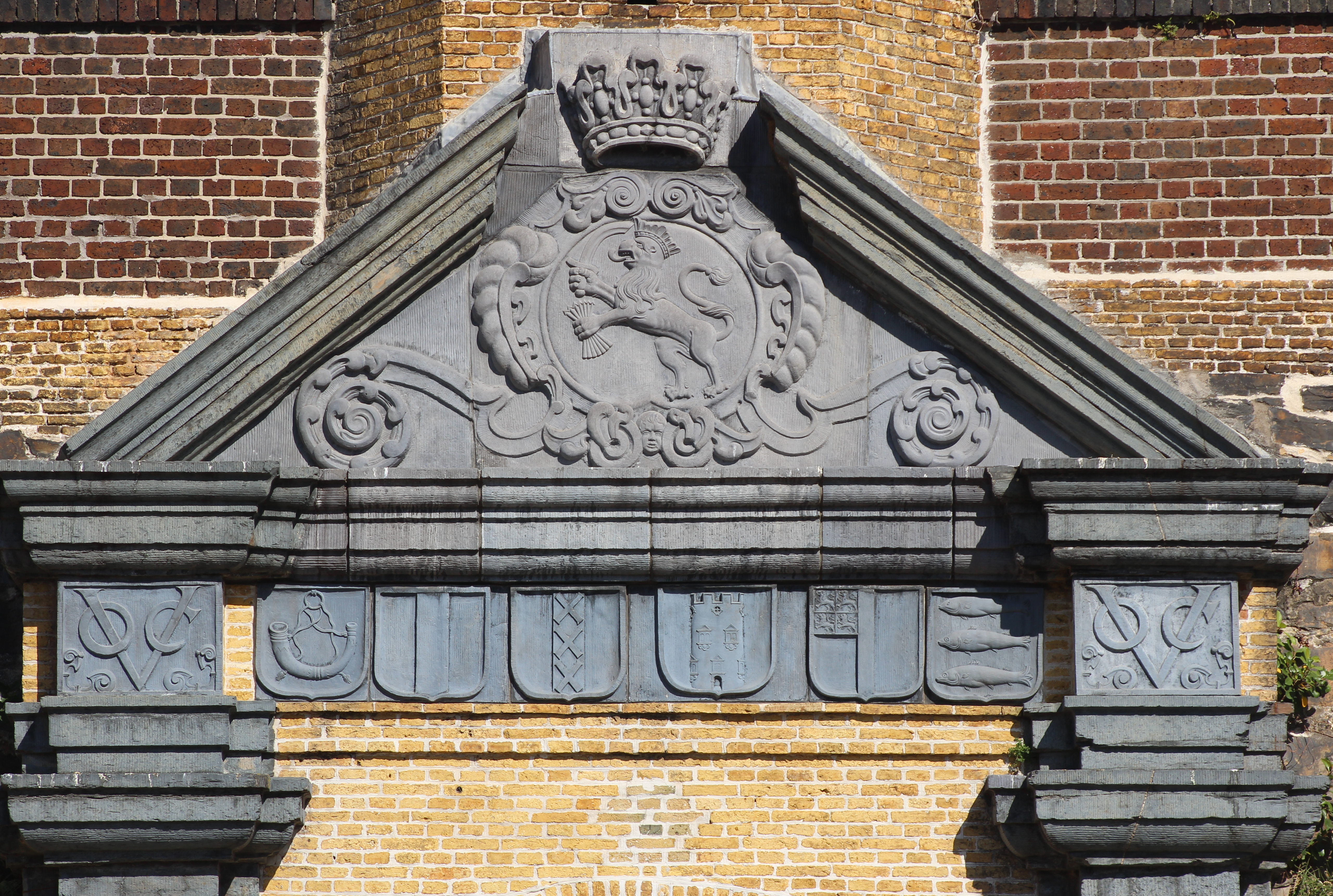
Heroldskunst über dem Haupteingang
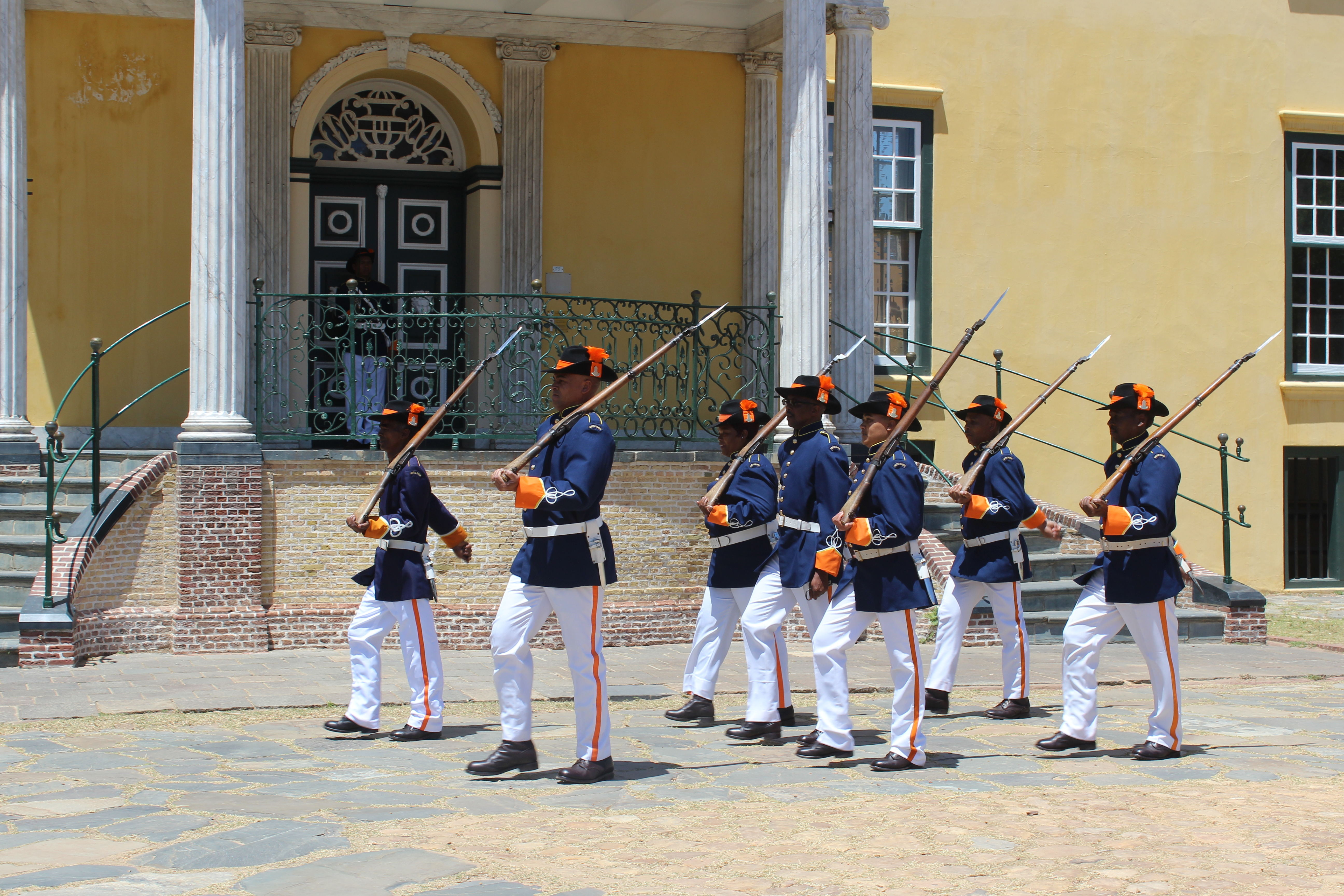
Zeremonie der Schlüsselübergabe (täglich um 12.00 Uhr)
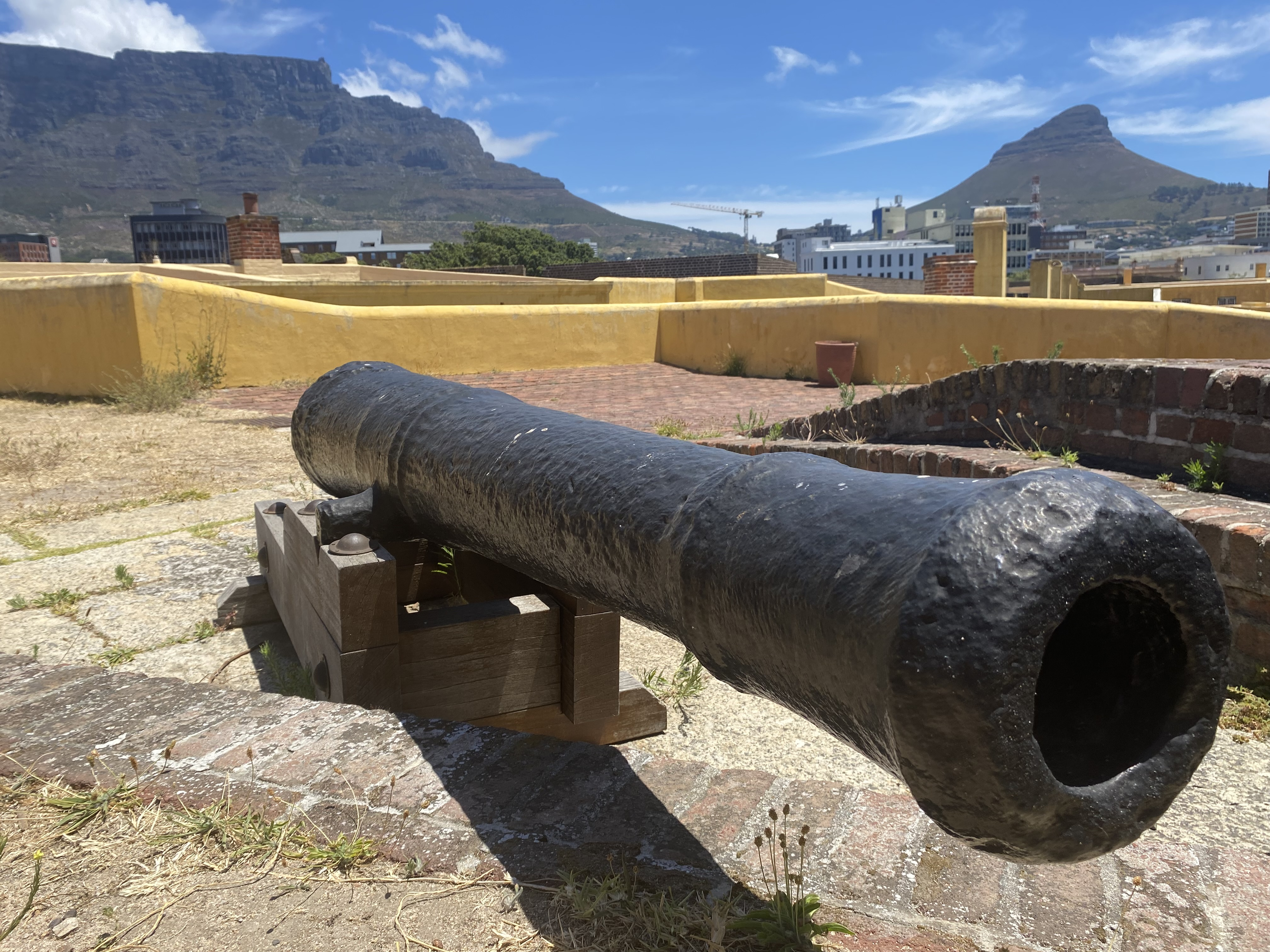
Kanone im Castle of Good Hope. Im Hintergrund der Lion’s Head (rechts) und der Tafelberg (links).